# Mads Jensen Medelfar

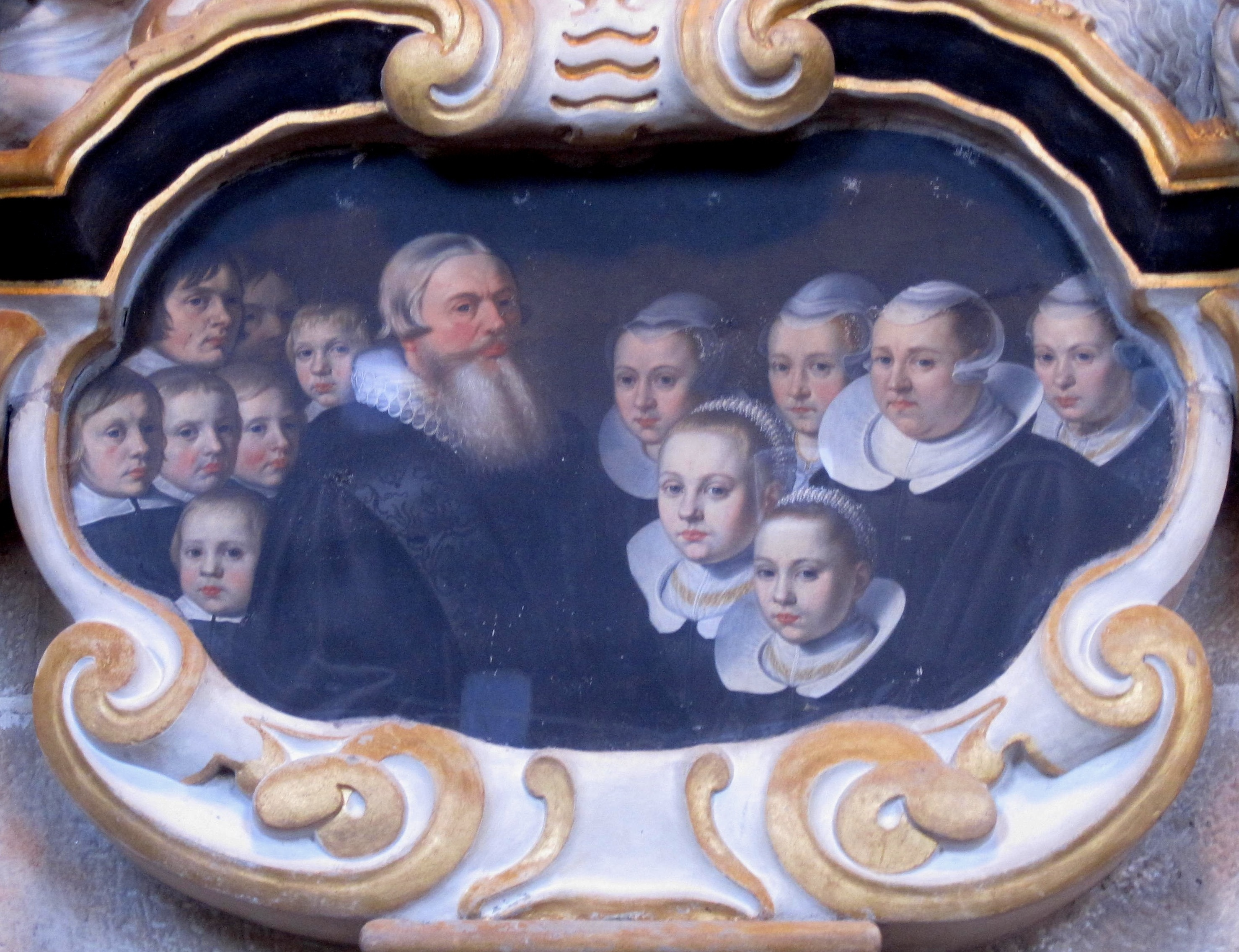
Målning av Mads Jensen Medelfar, hans hustru Mette Wibe och parets barn på deras epitafium i Lunds domkyrka. Okänd konstnär.

Mads Jensen Medelfar, född den 25 april 1579 i Middelfart, död den 14 maj 1637, var superintendent i Lunds stift 1620-1637.
Efter att ha varit rektor i Svendborg sedan 1603 reste Mads Jensen 1606 till Wittenberg för att studera vidare, och stannade där i fyra år. Han återvände och tog magistersexamen i Köpenhamn 1610, varefter han blev präst i Vejle 1611. Trots protester från folket i Vejle flyttade han till Köpenhamn 1614. 
Efter en tid som Kristian IV:s hovpredikant på Frederiksborg slott blev han 1620 vald till superintendent i Lund. Han invigde kyrkan i Kristianstad 1628. År 1629 blev han misshandlad i sitt eget hem av adelsmannen Holger Rosenkrantz i samband med en ämbetstillsättning. 
År 1635 fick han böta 500 daler till Fredriksborgs skola, eftersom en dom som han fällt blev underkänd av herredagen, tidens högsta domstol. 
Mads Jensen Medelfar var gift tre gånger, och hade många barn. Bland dem kan nämnas Michael Vibe.